# Szalay Imre (kanonok)
Szalay Imre (Szombathely, 1787. november 2. – Veszprém, 1848. szeptember 17.) teológiai doktor, egyetemi tanár, a Magyar Tudományos Akadémia tiszteleti tagja és veszprémi kanonok.

## Élete
A felsőbb latin és bölcseleti tanfolyamot szülőhelyén, a hittanit négy évig Pesten végezte. 1816-ban teológiai doktor lett, 1817-ben a szombathelyi püspöki főiskolában ideiglenesen tanárkodott és mint szentszéki bíró és zsinati vizsgáló is működött. 1825-ben pályázat útján a magyar királyi egyetemen lett az 1811-től üresen álló lelkipásztorság és egyházi szónoklat rendes tanára és a bölcseleti kar tagja, 1827-28-ban a teológiai kar dékánságát viselte. 1834-ben veszprémi kanonokká történt kineveztetése után elhagyta tanári állását és július 25-én Veszprémbe költözött. A Magyar Tudományos Akadémia első nagygyűlésén 1831. február 20-án levelező, 1832. március 10-én rendes és 1834. november 8-án tiszteleti tagjává választotta. 1840-ben bélakúti apát, zalai főesperes, 1843-ban a veszprémi káptalanban őrkanonok lett. A Szent Anna-növendéktársa tanítóképző-intézet igazgatója, Veszprém, Zala és Esztergom vármegyék táblabírája is volt.
A Wigand Ottó által kiadott Közhasznú Esmeretek Tárát számos cikkel gyarapította.

## Munkái
- Dissertatio de providentia Dei. Pestini, 1816.
- A jubileumi üdvességes intézet. Egyházi beszéd. Buda, 1826.
- Sermo de morali educatione. Uo. 1827.
- A magyar nyelvtudomány rövid foglalatja. Pest, 1828. (A pesti apácza-nevelő-intézet növendékei számára írta; más hazai nyelvre is lefordíttatott és több kiadást ért.)
- Nagymélt. Cziráki és Dienesfalvi Cziráky Antal úrnak tiszteletére, midőn a m. kir. tudományi mindenségnek főigazgatásába 1829. bőjt más havának 2-dik napján beiktattatnék. Uo. (Költemény).
- Mi a legjobb rész? Nagy Aszszony napján a pesti főplébánia templomban 1829. eszt. élő szóval hirdette és a pesti vakok intézetének javára kiadta... Uo.
- Az aranykor. Előadva a kir. magy. tud. egyetemnek félszázados ünnepén Sz. Iván havának 25-én 1830. Buda, 1830. (Költemény).
- Sermo de genuina eloquentiae indole quem peracta divini spiritus invocatione in palatio majore reg. scient. universitatis Hung. ad senatum populumque academicum 1831. dixit. Uo.
- Halotti beszéd, mellyet Horváth János úr ő Excellentiájának, Székes Fejérvári püspöknek hamvai fölött bőjtelő havának 25-én 1835. mondott. Veszprém. (Két kiadás).
- Egyházi beszéd a keresztény hit becséről, mellyet Szent István apostoli király nemzeti ünnepén Bécsben a T. T. kapucinusatyák templomában 1836. mondott. Bécs. (2. kiadás. Veszprém, 1836.).
- Halotti emlékszó, mellyet mélt. Zicsi Zichy József úrnak gyászünnepén mondott Nágocson ns. Somogy vármegyében B.-Assz. hó 9-én 1839. Veszprém.
- A religio és haza szózata V. Ferdinand apost. királynak... születése napján Veszprém, (1839.).
- Az istenfélő asszony képe. Nádasdi Tersztyánszky Erzsébet asszonyságnak, néhai zala-lövői Csapodi Gábor úr özvegyének gyász-ünnepén Ádándon ns. Somogy vármegyében 1841. karácson-havának 21-én előadva. Uo.
- Észrevételek a vegyes házasságokról. Az igaznak egy hő barátjától. Uo. 1841. (2. kiadás, melyhez toldalékul járnak: néhány közgyűlési szónoklatok és hirlapi töredékek a vegyes házasságokról. Uo. 1841.).
- Emlék koszorú, mellyet Nagymélt. és Főt. Klobusiczki Klobusiczky Péter kalocsai s bácsi egyesült fő egyház érsekének 1843. aug. 30. tartott gyász-ünnepén hamvedrébe fűzött. Buda.
- Gyász-beszéd, mellyet herczeg Kopácsy József, esztergomi főegyház érsekének, Magyar ország prímásának... dicső hamvai fölött 1847. mindszentek hava 26-kán mondott. Veszprém, 1847.

Szerkesztette és kiadta a Magyar Egyházi Beszédek Gyüjteménye hat kötetét 1832-34. Pesten és újabb évi-folyamának négy kötetét 1840-41-ben és 1845-ben Budán.